# Saloberkopf
Saloberkopf är en bergstopp i Österrike.   Den ligger i distriktet Bregenz och förbundslandet Vorarlberg, i den västra delen av landet, 500 km väster om huvudstaden Wien. Toppen på Saloberkopf är 2 043 meter över havet, eller 25 meter över den omgivande terrängen. Bredden vid basen är 0,30 km.
Terrängen runt Saloberkopf är huvudsakligen bergig, men den allra närmaste omgivningen är kuperad. Runt Saloberkopf är det ganska tätbefolkat, med 52 invånare per kvadratkilometer.. Närmaste större samhälle är Mittelberg, 7,8 km norr om Saloberkopf. 
Trakten runt Saloberkopf består i huvudsak av gräsmarker.